# Gagrellopsis
Gagrellopsis is een geslacht van hooiwagens uit de familie Sclerosomatidae.
De wetenschappelijke naam Gagrellopsis is voor het eerst geldig gepubliceerd door Sato & Suzuki in 1939. 

## Soorten
Gagrellopsis is monotypisch en omvat slechts de volgende soort:
- Gagrellopsis nodulifera